# Danh sách vườn quốc gia tại Malaysia
Danh sách vườn quốc gia Malaysia:

## Khu vực Malaysia bán đảo
- Vườn quốc gia Taman Negara
- Vườn quốc gia Endau Rompin
- Vườn Bang Gunung Stong
- Vườn Bang Royal Belum
- Khu bảo tồn cuộc sống hoang dã Krau

### Khu vực Johor
- Vườn quốc gia Endau-Rompin Johor
- Vườn quốc gia Gunung Ledang Johor
- Vườn quốc gia Tanjung Piai Johor
- Vườn quốc gia Pulau Kukup Johor
- Vườn quốc gia Islands off Mersing Johor

### Penang
- Vườn quốc gia Penang  Lưu trữ ngày 7 tháng 11 năm 2006 tại Wayback Machine

### Perlis
- Vườn Bang Perlis
- Khu Bảo tồn Wang Pinang

### Selangor
- Vườn Di sản Selangor Heritage
- Khu Bảo tồn đời sống hoang dã Sungai Dusun
- Vườn Templer's

## Đảo Sarawak
- Bako National Park
- Gunung Mulu National Park
- Niah National Park
- Lambir National Park
- Vườn Quốc gia Similajau
- Gunung Gading
- Vườn Quốc gia Kubah
- Vườn Quốc gia Batang Ai
- Vườn Quốc gia Loagan Bunut
- Vườn Quốc gia Tanjung Datu
- Vườn Quốc gia Talang Satang
- Vườn Quốc gia Bukit Tiban
- Vườn Quốc gia Maludam
- Vườn Quốc gia Rajang Mangroves
- Vườn Quốc gia Gunung Buda
- Vườn Quốc gia Pulong Tau
- Vườn Quốc gia Kuching Wetlands
- Khu bảo tồn Hang Wind
- Khu bảo tồn động vật hoang dã Samunsam
- Khu bảo tồn Stutung

## Khu vực Sabah
- Vườn quốc gia Kinabalu
- Vườn quốc gia Tunku Abdul Rahman
- Vườn quốc gia Đảo Rùa biển
- Vườn quốc gia Pulau Tiga
- Vườn quốc gia Tawau Hills
- Vườn quốc gia Crocker Range